# Buvilly
Buvilly é uma comuna francesa na região administrativa de Borgonha-Franco-Condado, no departamento de Jura. Estende-se por uma área de 6 km². Em 2010 a comuna tinha 391 habitantes (densidade: 65,2 hab./km²).